# Harry S. Truman Building

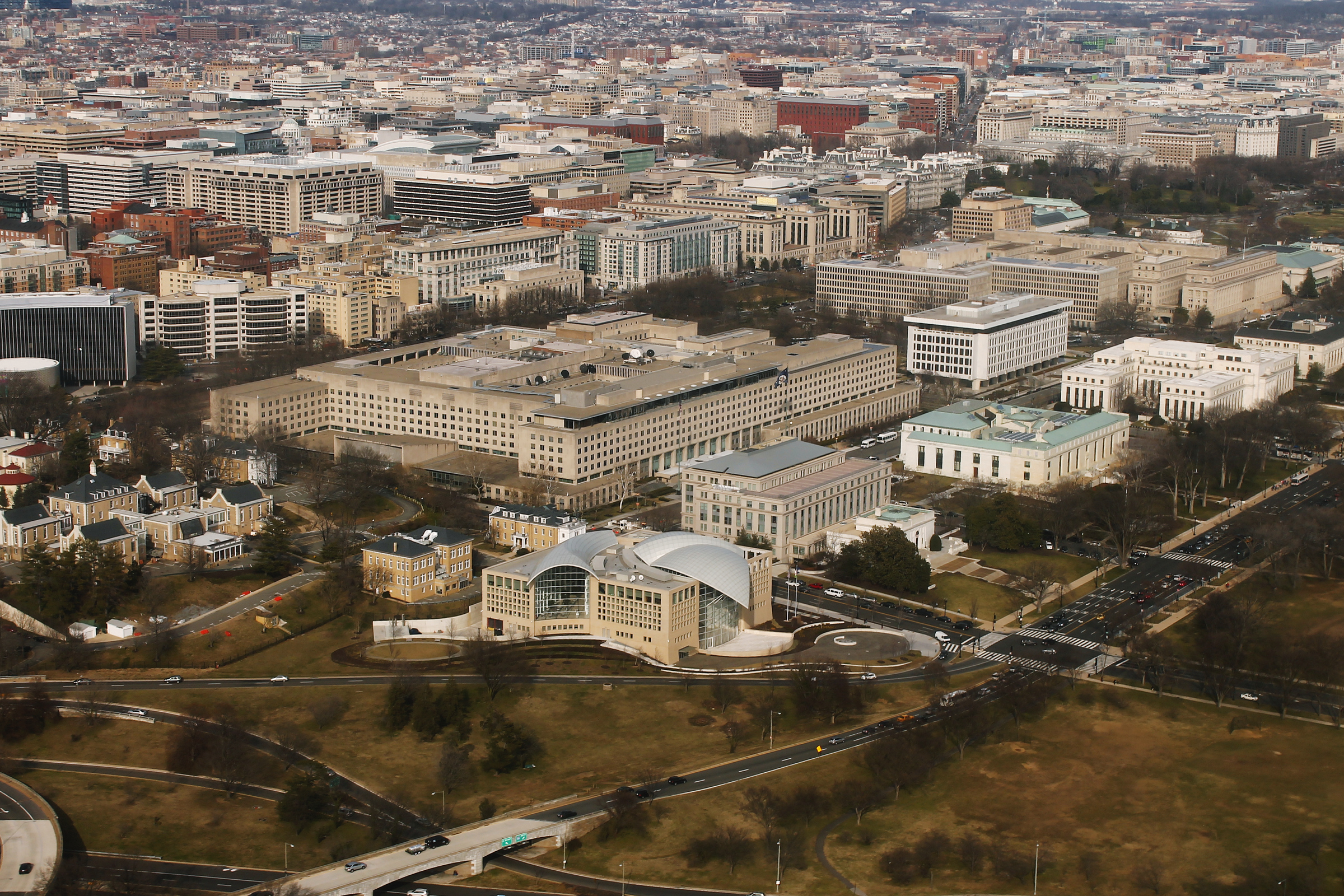
Harry S. Truman Building i Washington, D.C.

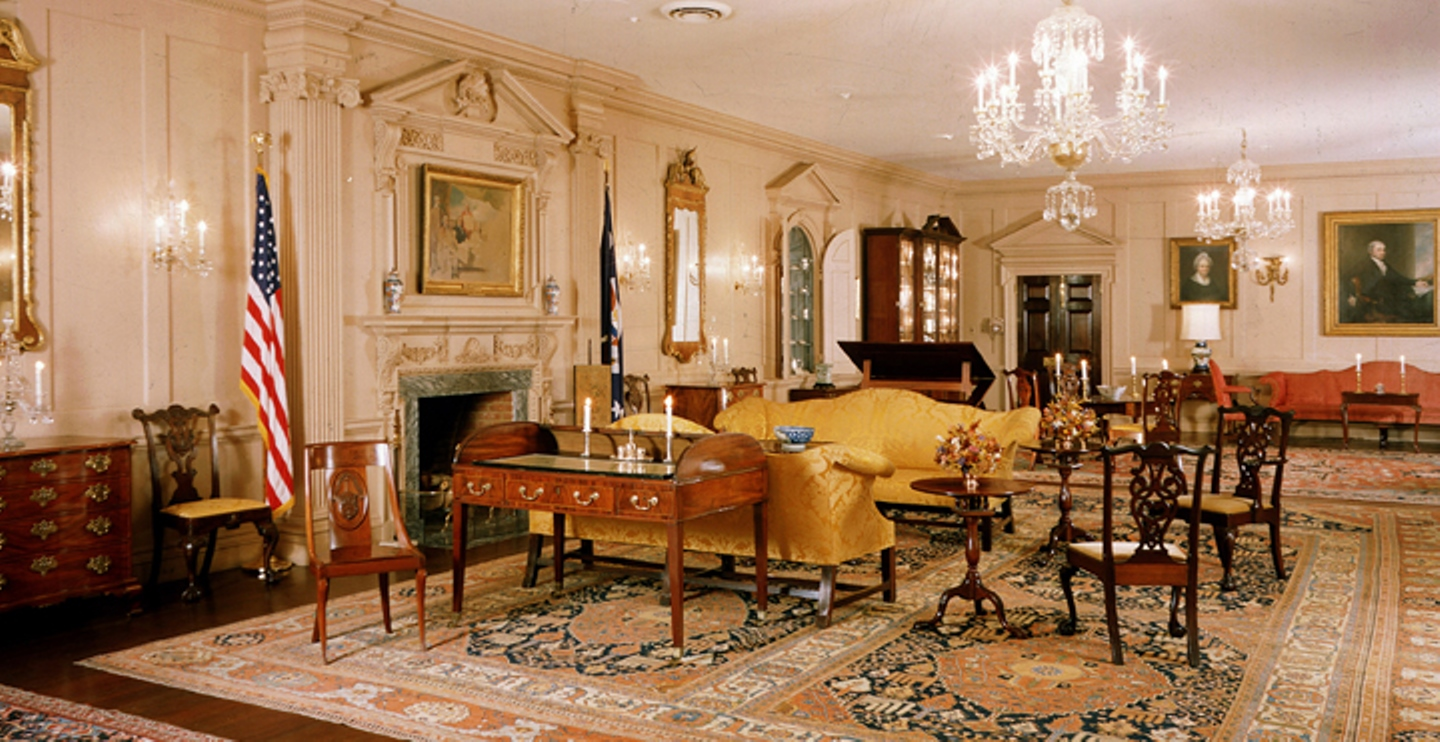
John Quincy Adams State Drawing Room, ett av rummen i representationsvåningen, innehåller en mängd antikviteter. På skrivbordet i bild undertecknades 1783 Paristraktatet.

Harry S. Truman Building är namnet på byggnaden i Washington, D.C. som är sätet för USA:s utrikesdepartement och som förvaltas av General Services Administration. Ibland benämns byggnaden och dess verksamhet med metonymen Foggy Bottom, efter stadsdelen. I byggnaden finns kontoret för USA:s utrikesminister liksom för en mängd befattningshavare inom departementet liksom en särskild representationsvåning som används vid besök av företrädare för utländska stater.

## Bakgrund
Byggnaden påbörjades 1940 ursprungligen med syftet att den skulle bli högkvarter för USA:s krigsdepartement, men storleken var otillräcklig och 1941 beviljade kongressen medel för att bygga Pentagon söderut på andra sidan av Potomacfloden söder om Arlingtonkyrkogården i Arlington County i Virginia. Utrikesdepartementet flyttade sitt säte från Old Executive Office Building till den nyuppförda byggnaden under mitten av 1940-talet.
Mellan 1957 och 1960 gjordes en utbyggnad och på 1980-talet tillkom den särskilda representationsvåningen. I september 2000 namngavs byggnaden postumt efter USA:s president Harry S. Truman. 2017 upptogs den i National Register of Historic Places.